# Dutch Viking (ballon)

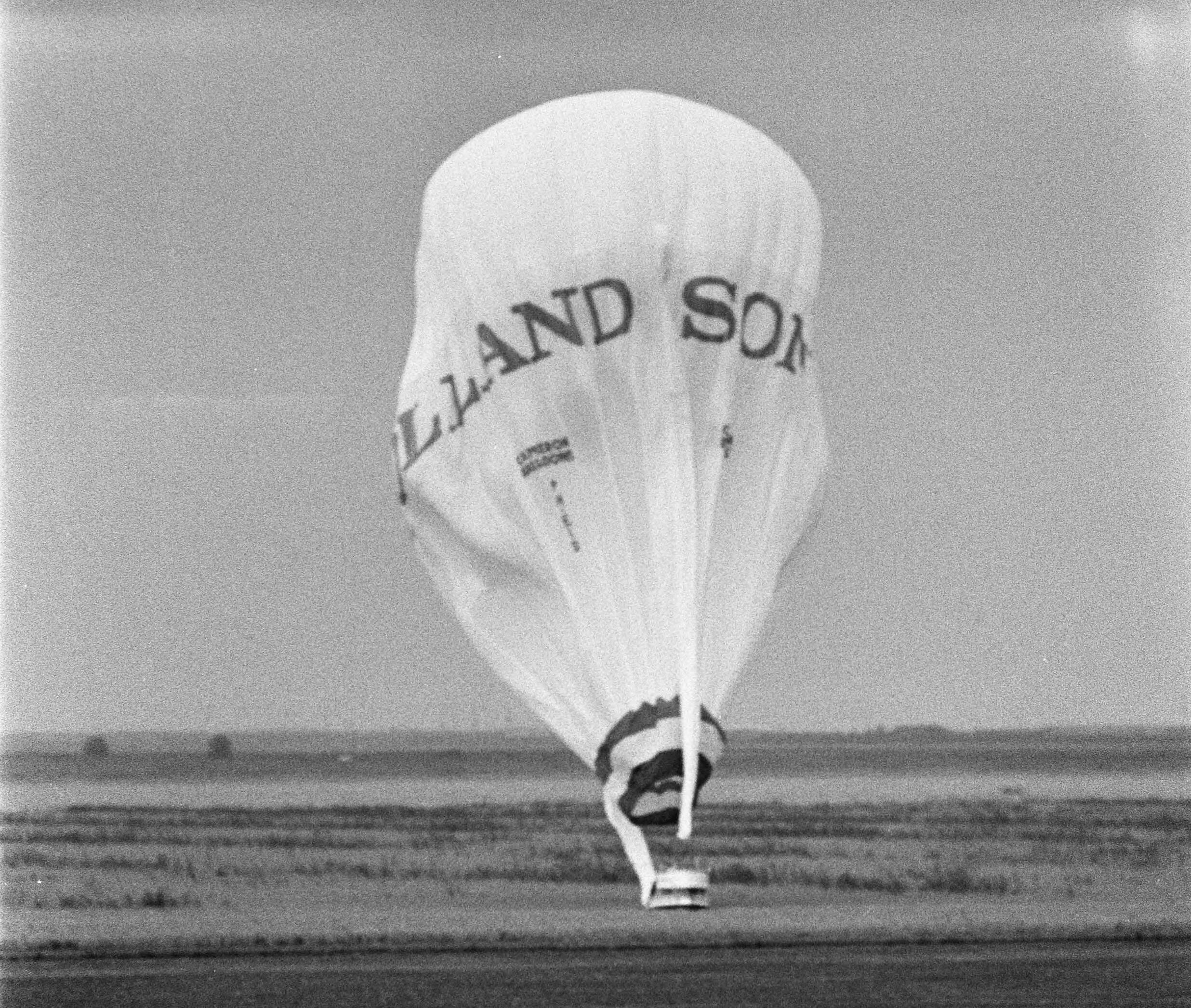
Landing van de Dutch Viking ballon op 2 september 1986 in Almere na succesvolle vlucht over Atlantische Oceaan.

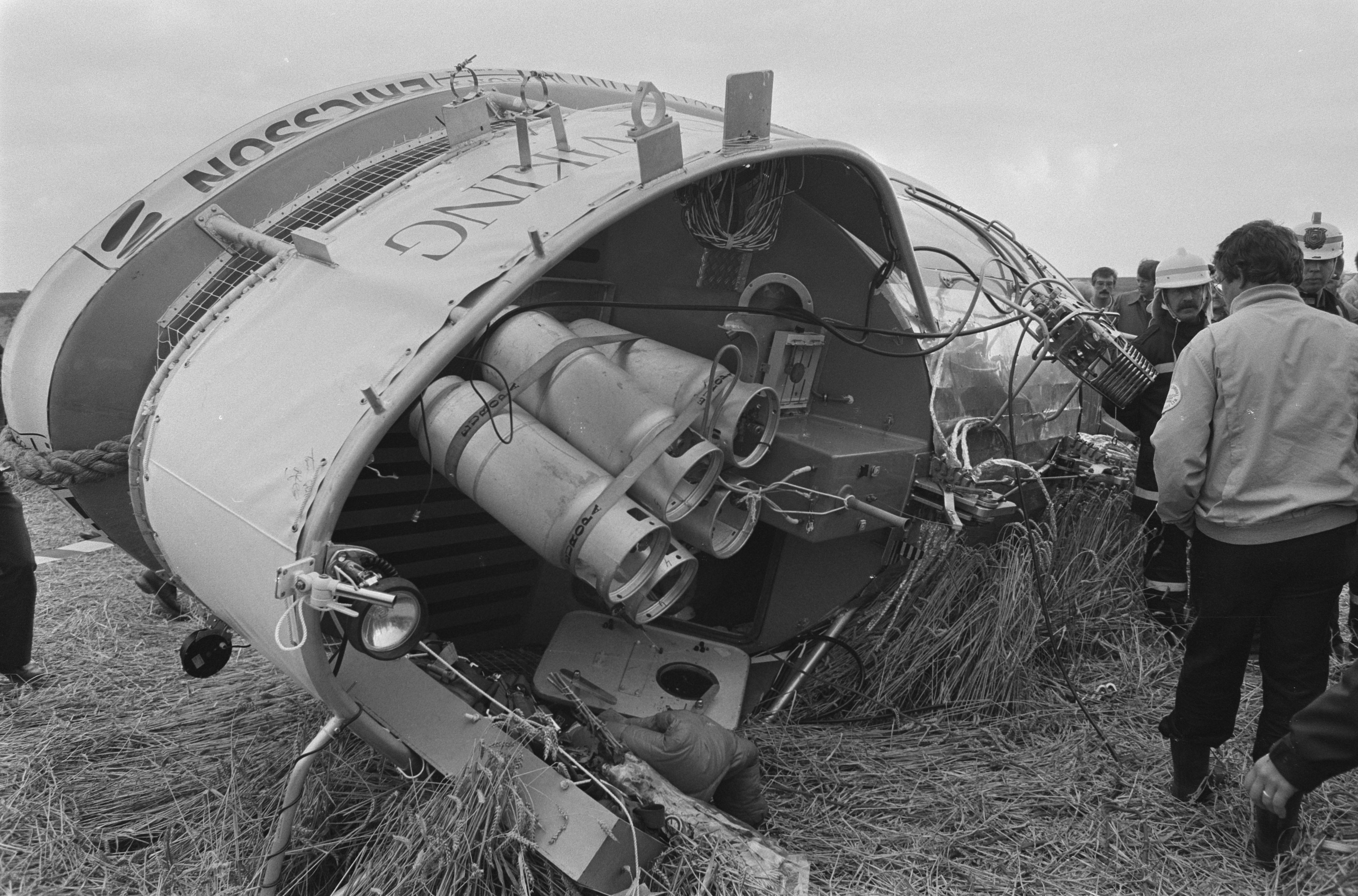
Gondel Dutch Viking is direct na de landing gekanteld. Zichtbaar zijn de gasflessen op het achterdek van de gondel en de (geopende) deur naar de kajuit.

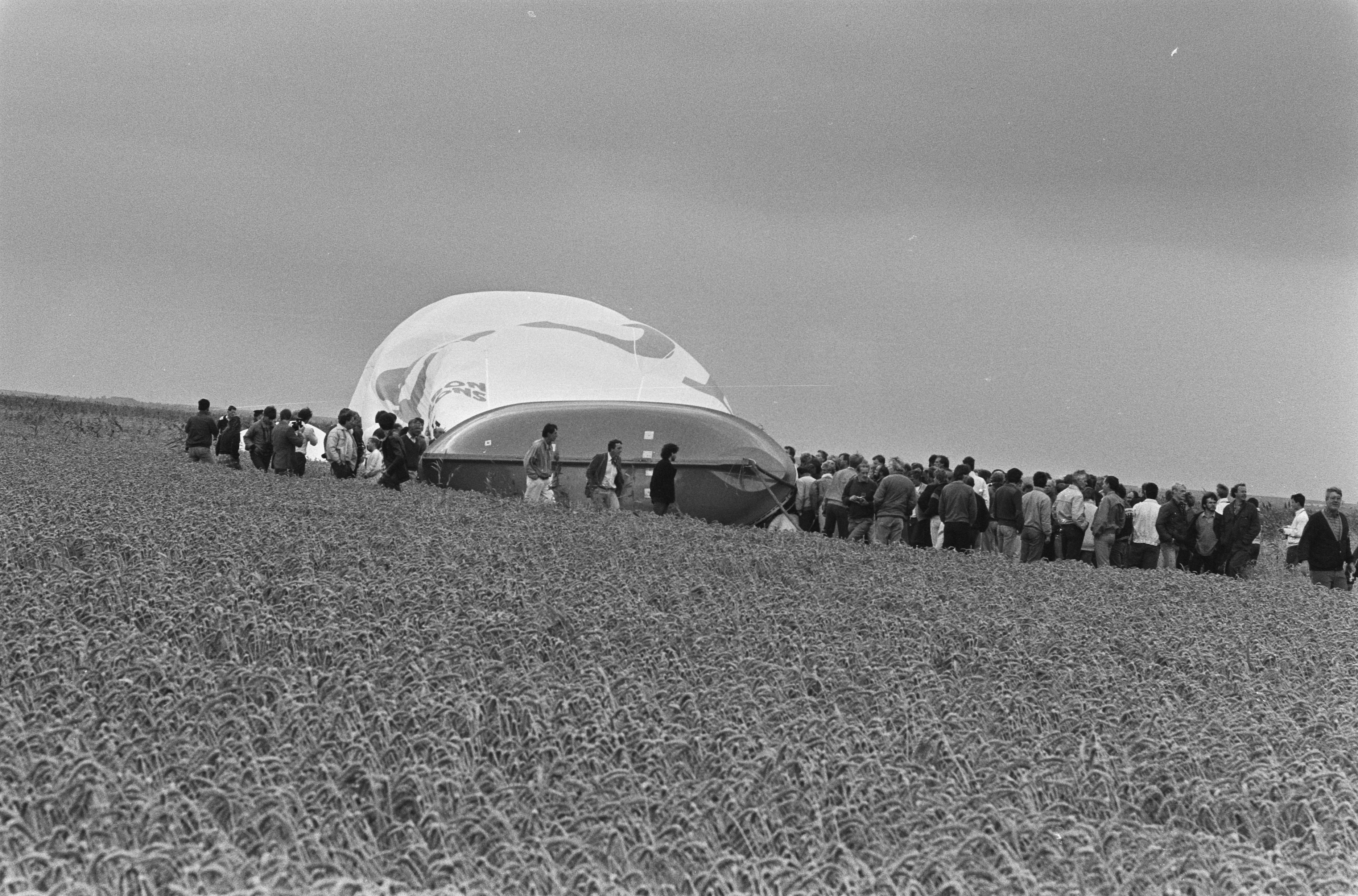
Dutch Viking, onderkant van de gondel. Goed te zien is de kielbalk en de (reddings)bootvorm van de gondel/ bemanningscapsule

De Dutch Viking was een ballon met de Nederlandse registratie PH-EIS, waarmee begin september 1986 een transatlantische oversteek werd gemaakt van St. Johns (Canada) naar Almere (Flevoland). Een afstand van 4090 km die werd overbrugd in de recordtijd van 51 uur en 14 minuten. De bemanning bestond uit het ballonvaardersechtpaar Henk Brink (gezagvoerder) en Evelien Schlösser, samen met F-16 vlieger Willem Hageman. Het was de eerste Europese transatlantische ballonvlucht en tevens de eerste keer dat een vrouw deze onderneming succesvol volbracht.

## Historie
De eerste poging voor een transatlantische oversteek in 1985 mislukte. Door een technisch mankement belandde de Dutch viking 32 uur na de start in St. Johns in de golven van de Atlantische Oceaan. De ballon met de ongedeerde bemanning werd gered door een Taiwanees containerschip. In 1986 volgde een succesvolle tweede poging. Na een maand wachten op gunstig weer steeg de Dutch Viking (PH-EIS) in de ochtend van zondag 1 september 1986 op vanaf St. Johns naar een hoogte van ongeveer 3800 meter. De snelheid bedroeg toen ongeveer 65 km/uur. Na ruim 51 uur en een afgelegde afstand van 4090 km landde de luchtballon in een akker binnen de gemeente Almere. Gezagvoerder Henk Brink raakte bij de harde landing, waarbij de gondel kantelde, lichtgewond.

## Ontwerp
De Dutch Viking was een ruim 45 meter hoge luchtballon van het Rozière-type. Waarbij de ballon bestaat uit twee gedeelten: het ene gevuld met heliumgas en het andere met hete lucht. Met een aantal branders kan de hoogte worden gereguleerd door de lucht meer of minder te verwarmen. De gondel van de Dutch Viking bestond uit een gesloten reddingsboot met een klein open achterdek. Bovenop de kajuit bevonden zich de branders, op het achterdek de tanks met propaangas voor de branders en flessen zuurstof benodigd voor de bemanning om lang boven de 3000 meter te kunnen verblijven. 

## Schikking over lozen ballast
Aangekomen boven de kustlijn van Nederland bij Velsen begon de Dutch Viking Ballon plotseling hoogte te verliezen door problemen met twee branders. Diverse ballastzakken met loden korrels werden noodgedwongen overboord gezet en deze kwamen terecht op twee bedrijfspanden in Velsen. Er was alleen materiële schade. Door deze actie kon de ballon voldoende hoogte winnen en zijn tocht voortzetten richting Almere. In de juridische nasleep van dit incident is gezagvoerder Henk Brink met de officier van Justitie Haarlem een schikkingsbedrag van 3000 gulden overeengekomen.

## Overtocht over water in 1988
In 1988 werd dezelfde overtocht gemaakt, maar nu over het water. Na 21 dagen varen kwamen Henk Brink en Willem Hageman met de omgebouwde Dutch Viking reddingsbootgondel aan in de haven op Texel.
De bijzondere reddingsboot/ ballongondel is, nadat hij jarenlang in het Aviodrome had gestaan, geschonken aan het Luchtvaart- & Oorlogsmuseum Texel, maar door ruimtegebrek is hij vervolgens overgedragen aan Schipbreuk- en Juttersmuseum Flora.

## Mislukte recordpoging met de Unicef Flyer
In 1996 deed Henk Brink een poging om met zijn Unicef Flyer, een Rozièreballon van de firma Cameron Balloons, als eerste non-stop rond de wereld te vliegen. Het Nederlandse team bestond uit: Henk Brink (captain), Willem Hageman en Wout Bakker. De Unicef Flyer moest echter van de Rijksluchtvaartdienst op het laatste moment aan de grond blijven nadat er eerder dat jaar bij de vergelijkbare Cameron ballon van Steve Fosset  tijdens de vlucht ernstige problemen aan het licht waren gekomen met de kwaliteit van de ballonstof en de lijmnaden. Herstel van de ballon bleek niet eenvoudig mogelijk en het Unicef Flyer-project werd stopgezet.

## Fotogalerij

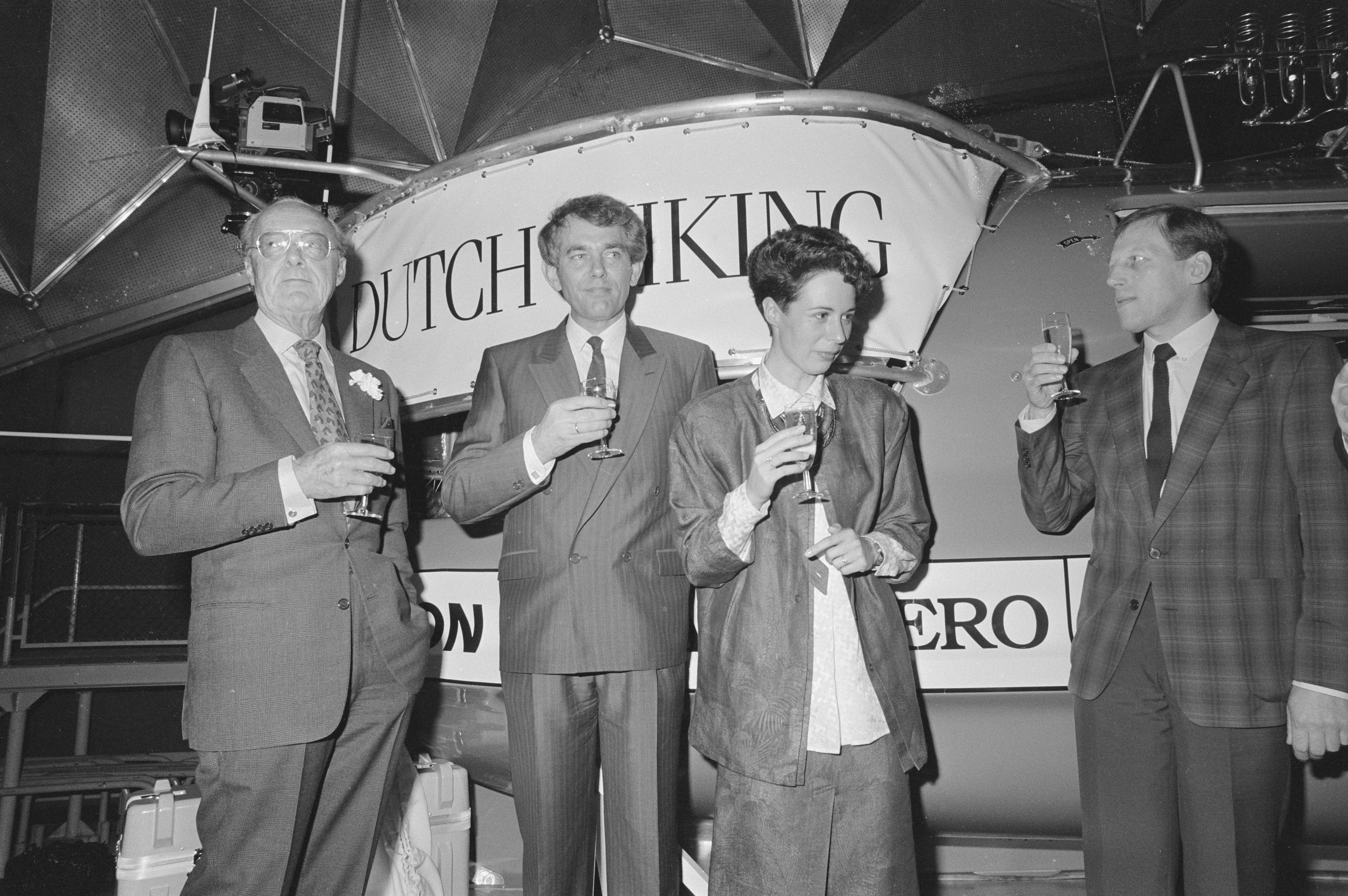
Doop Dutch Viking op Schiphol, 28 april 1986. Op de foto v.l.n.r.: Prins Bernhard, Henk Brink (gezagvoerder), Evelien Schlösser (piloot) en Willem Hageman (piloot).
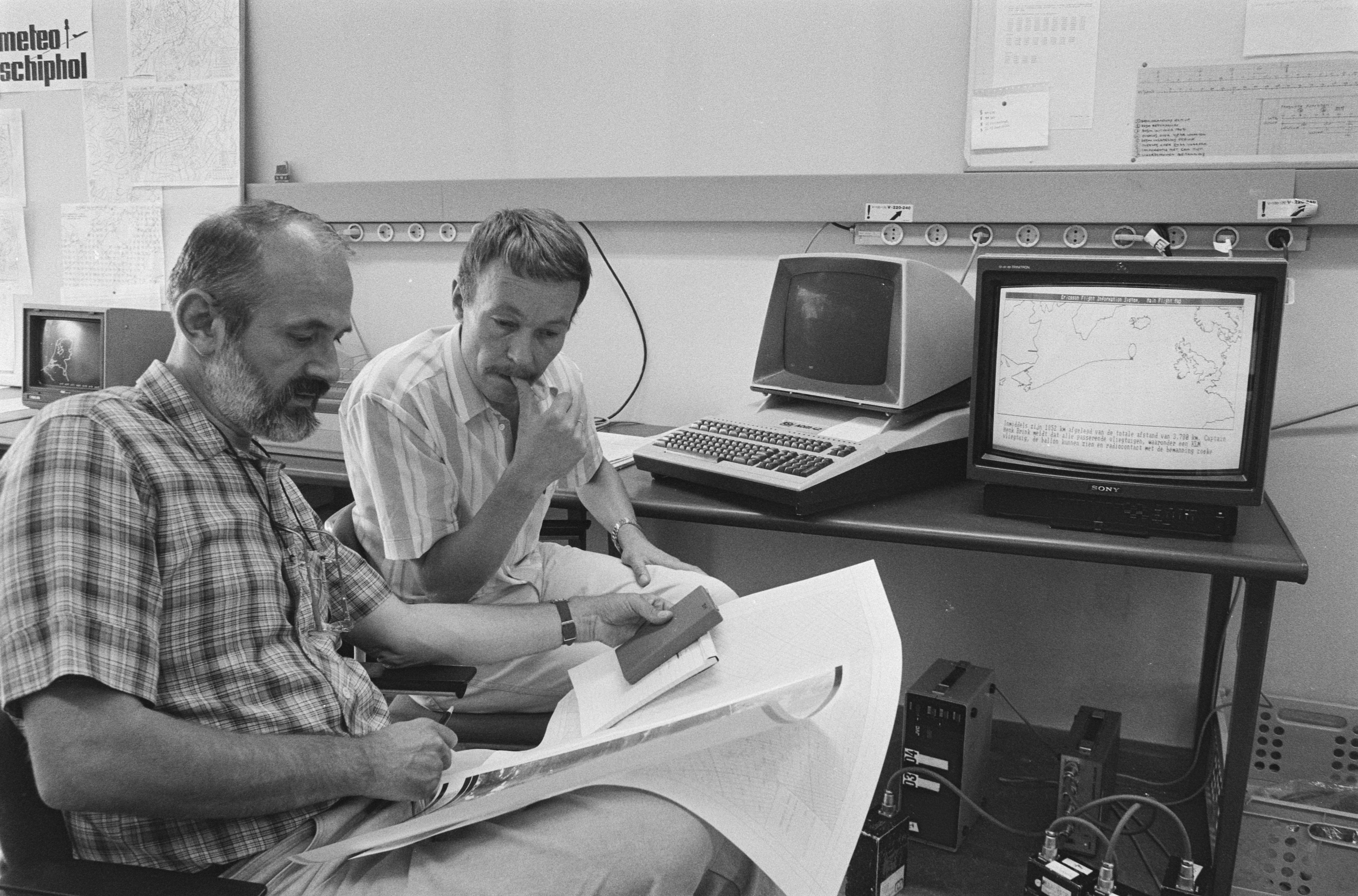
Groundcrew Dutch Viking op Schiphol, 1 september 1986.
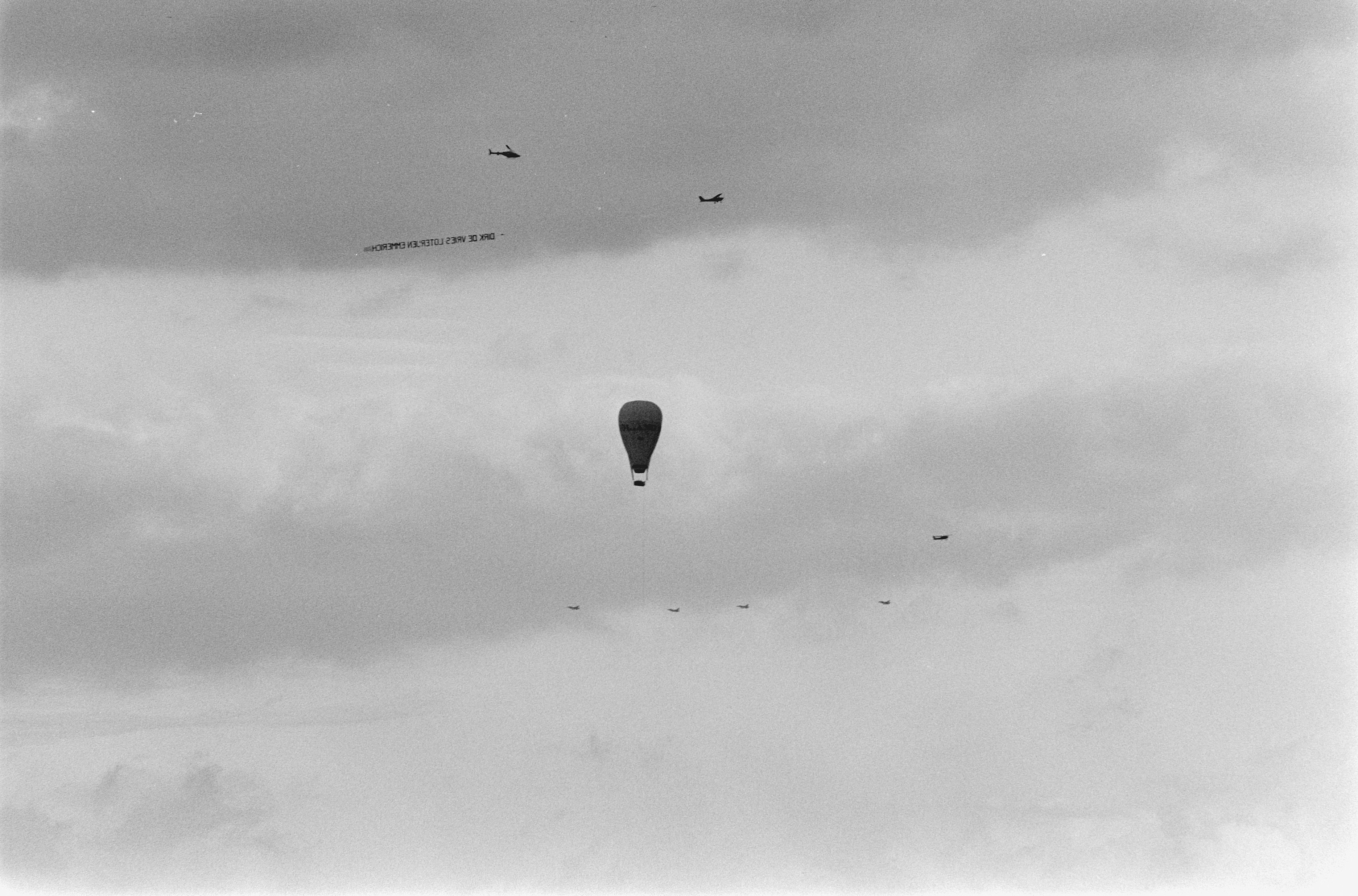
Dutch Viking vlak voor de landing in Almere, begeleid door F-16 straaljagers en kleine (sport)vliegtuigen, 2 september 1986.
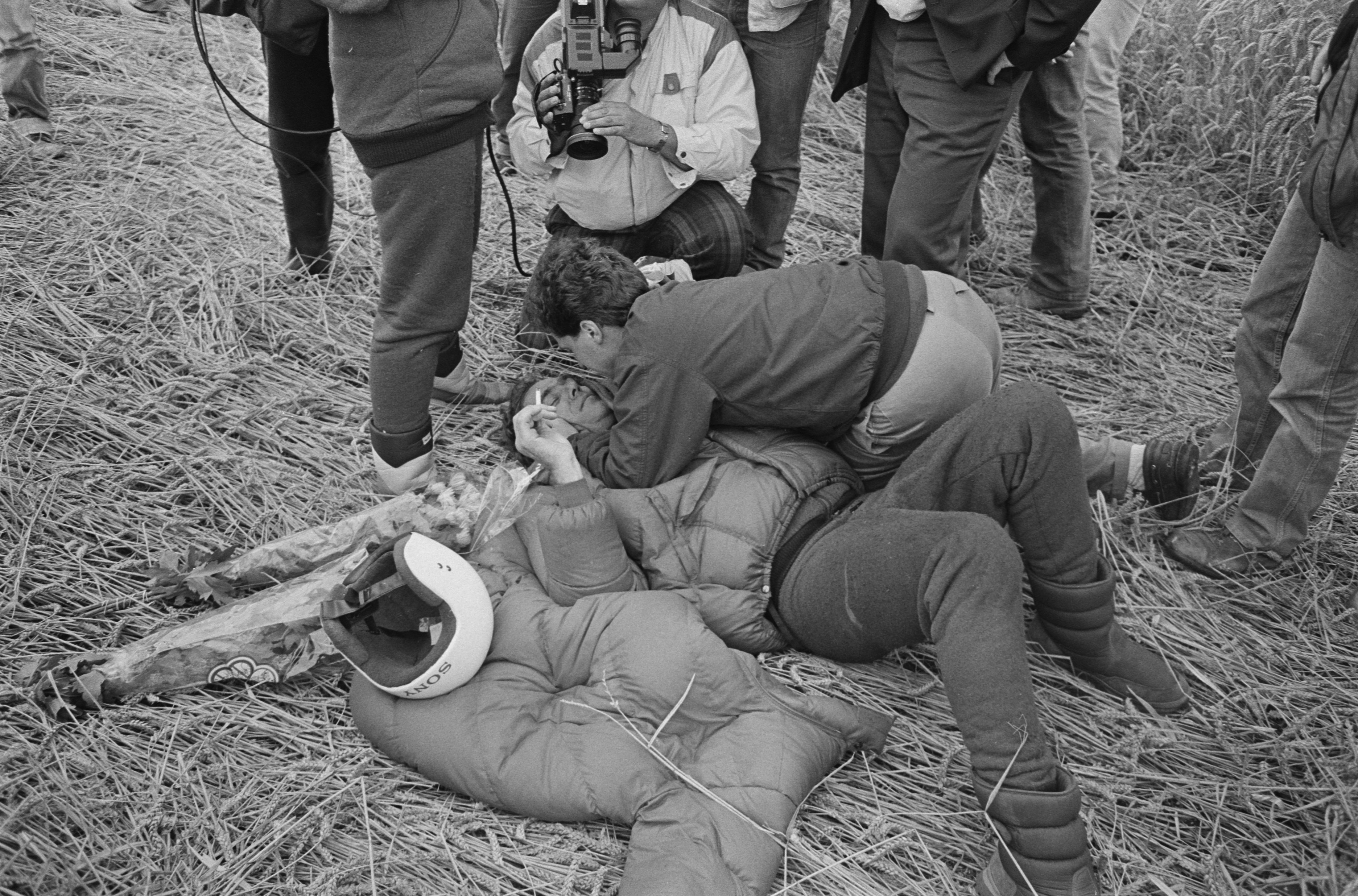
Vlak na de landing: Piloot Evelien buigt zich over haar gewonde echtgenoot, captain Henk Brink.
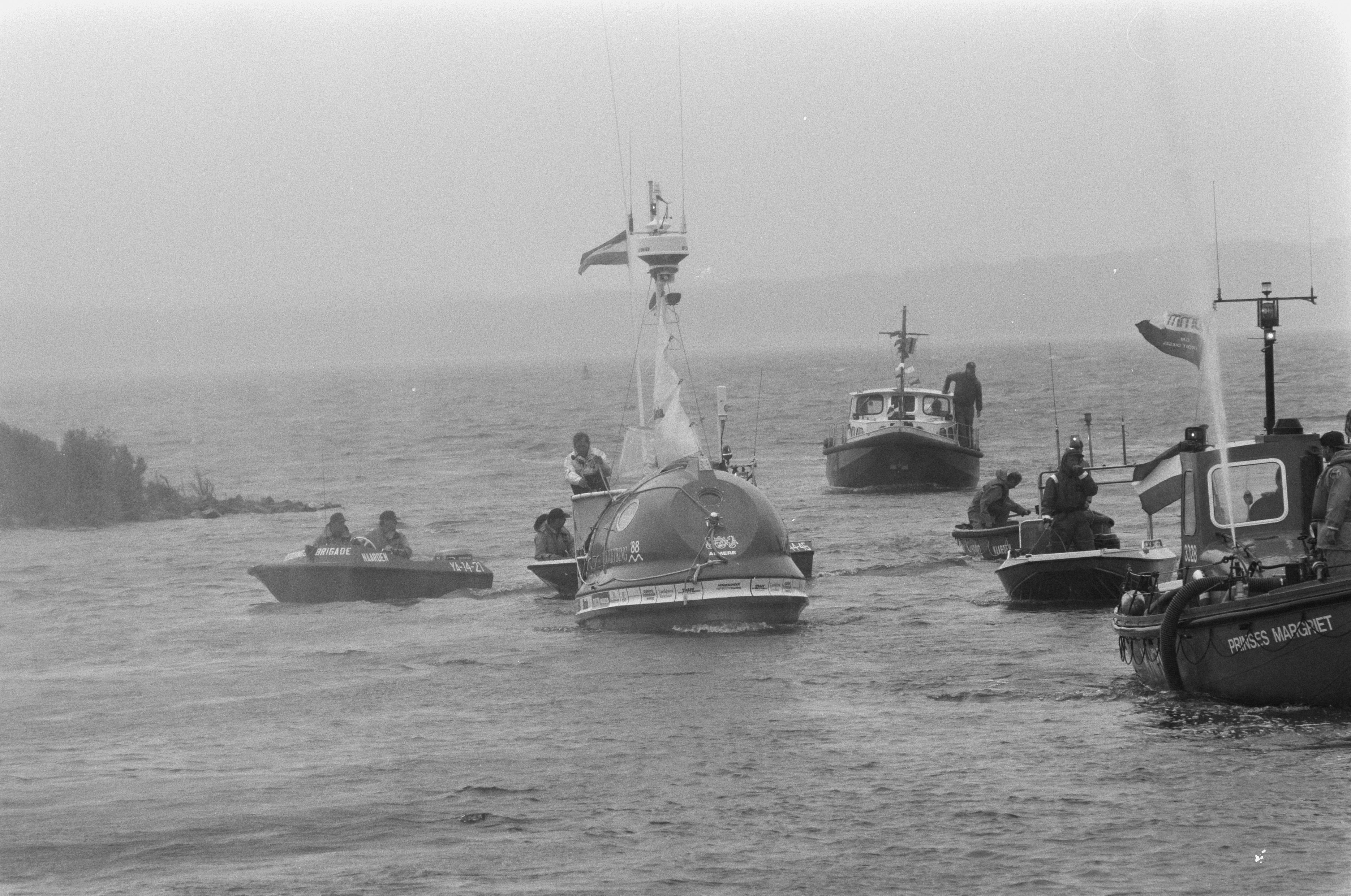
Dutch Viking arriveert in Nederland na transatlantische vaartocht van 21 dagen, 22 juli 1988.